# 2009年飓风里克
飓风里克（英語：Hurricane Rick）是有纪录以来第三强烈的太平洋飓风。里克于2009年10月15日在墨西哥以南海域发展而成，然后进入了一片有利于爆发性增强的区域，令其在成为热带低气压后24小时内就达到了飓风强度。10月16日下午，系统中开始有风眼形成，并且形成后又进入了第二轮爆发性增强期。到了10月17日下午，风暴已经达到萨菲尔-辛普森飓风等级的五级强度，并在几小时后达到最大风速每小时290公里，最低气压906毫巴（百帕，26.75英寸汞柱）的最高强度。成为有纪录以来第三强烈的太平洋飓风。
保持最高强度数小时后，里克由于风切变的增加和眼墙置换的影响而开始减弱。到了10月19日，风暴已降级为三级飓风，并在次日进一步减弱为热带风暴。之前气象部门一直预测系统会向东北转向，但里克一直到降级为热带风暴左右时段才出现这样的转向，并且其行进速度还有过短暂的放缓。10月21日，风暴快速向东北方向移动，在南下加利福尼亚州尖端掠过后以每小时97公里风速在马萨特兰附近登陆。上岸数小时后，里克已减弱为热带低气压并消散，美国国家飓风中心也发布了针对该系统的最后一份公告。
美国国家飓风中心起初预测里克会以较强的二级飓风强度在下加利福尼亚州南部登陆，并发布了飓风观察预警。虽然风暴减弱后飓风观察预警也替换成了热带风暴警告，但政府还是下令成百上千的居民从低洼区域撤离。总体而言，这场飓风造成的破坏远小于之前的预期。墨西哥共有三人直接因风暴遇难，其中南下加利福尼亚州两人，瓦哈卡州一人。

## 气象历史
2009年10月3日，一股热带扰动波离开非洲西海岸并向西穿越大西洋，其中的对流活动起初很稀少。10月8日，扰动波中有一片低气压区发展出来，对流也有所增强，但低气压最终进入了南美洲上空并于10月11日消散。不过，余下的扰动波定义明确，并继续西进，于10月12日进入太平洋。到了10月15日早上，扰动波开始重新获得对流，并在墨西哥瓦哈卡州南部沿海小镇安赫尔港（Puerto ángel）西南偏南方向约764公里处催生出一片新的低气压区。当天下午，美国国家飓风中心在报告中表明，系统的组织性有所增强，很可能在当天晚些时候发展成了热带低气压。协调世界时下午18点左右,美国国家飓风中心宣布系统已经发展成2009年太平洋飓风季的第20个热带低气压。风暴各个方向都有发达的外流。外界环境的风切变较少，空气水分含量高，系统行进路径的海面温度也高于平均水平，这都有利于系统得以爆发性增强。此外，由于墨西哥上空一片低到中层高压脊的影响，风暴也在围绕这片区域转向。
升级为热带低气压六小时后，系统已迅速增强至热带风暴强度，美国国家飓风中心因此将其命名为里克（Rick）。深层对流开始围绕系统中心缠绕起来，这表明即将会有风眼形成。10月16日早上，里克开始发展出粗糙的风眼墙，并在几小时后增强到风速每小时121公里强度，达到一级飓风标准。30°C的水温对风暴的爆发性增强起到了推波助澜的作用，比平均水温要高得多。到了10月16日晚，卫星微波成像表明飓风内已经有了清晰的风眼，只是风暴的红外图像上还没有显示出这点，但美国国家飓风中心还是将风速达到每小时161公里的里克升级为二级飓风。次日清晨，风暴达到大型飓风强度，表明其萨菲尔-辛普森飓风等级已经达到三级。卫星图像上已经可以清晰地看到风眼，周围有温度非常低的深层对流环绕，这些都是一个强烈气旋的标志。这以后仅过了不到40分钟，美国国家飓风中心又发布了一份特别公告，宣布里克已经进一步增强成四级飓风。

飓风里克在10月18日减弱。

里克还在继续增强，风速于几个小时后的10月17日达到每小时233公里。这个时候飓风内还出现了类似外侧风眼墙的特征，这通常表明系统会进入眼墙置换周期。风眼已经非常清晰，几乎完全没有云层，经过测量，其直径约为18.5公里。除了强度迅速增长外，里克的规模也在不断加大。到了17日下午，风暴中心向外249公里外的风力都仍然有热带风暴强度，烈风强度风速最大直径高达483公里。美国国家飓风中心于晚上22点10分发布了针对里克的第二份特别公告，宣布风暴已经达到五级飓风强度，成为继2002年的飓风肯纳以来首场五级太平洋飓风。10月18日凌晨3点左右，里克达到最高强度，成为有纪录以来第三强烈的太平洋飓风，其风眼墙内的最大持续风速高达每小时290公里，气压低至906毫巴（百帕，26.75英寸汞柱）。由于风暴这时距陆地太远，所以其气压不是由飓风猎人侦察机直接测得，美国国家飓风中心资深飓风专家里克辛·阿维拉（Lixion Avila）用“壮观”一词来形容当时这场飓风的卫星图像。
从10月17日凌晨2点到4点，里克的最高强度保持了约两小时，然后由于风切变的增加和眼墙置换的影响而减弱。到10月18日下午，系统最大风速降低到了每小时257公里，已经接近五级飓风的最低标准。风眼周围的深层对流温度略有提升，加上风切变和干燥空气的共同作用，风暴的外流开始逐渐局限在西面。当天晚些时候，由于北面的一个副热带高压脊开始减弱，飓风也开始朝西北转向。10月19日清晨，里克开始向下加利福尼亚半岛最南端逼近并降级为三级飓风。风切变和干燥的空气迅速进入系统核心，卫星图像上的风眼也于当天上午消失。
10月19日晚，里克中心的对流活动已经消失，美国国家飓风中心因此将其降级为热带风暴。据该机构的气象学家表示，风暴的减弱速度“几乎就像几天前的增强（速度）一样快”。10月20日下午，首架飓风猎人飞入风暴进行侦察，并记录下每小时105公里的持续风速和990毫巴（百帕，29.23英寸汞柱）的表面气压。过了几小时后，对流突然迅速增多，环流中心东北部发展出大范围的深层对流，但风暴并没有伴随这些变化而增强。10月21日下午14点左右，热带风暴里克以风速每小时95公里强度在马萨特兰附近登陆，并在登陆后很快减弱为热带低气压。进入陆地上空约七小时后，系统的表层环流已经在墨西哥高原地区上空消散。

## 防灾措施

10月20日，热带风暴里克逼近墨西哥

瓦哈卡州官方关闭了多个海滩，并警示人们不要冒险下水。居民还收到了可能出现暴雨的预警。由于海上波涛汹涌，墨西哥沿海地区，特别是阿卡普尔科周边港口暂停向小型船只开放，该市周边居民也收到警告，气旋外围雨带产生的暴雨有可能引发泥石流。里克增强为四级飓风后，墨西哥官方将格雷罗州、哈利斯科州和米却肯州的警戒级别提升为严重。索诺拉州地方政府下令14个市镇在风暴来临前进入蓝色警戒状态，10月18日，有5个市镇的警戒状态升级为黄色。
10月19日清晨，墨西哥政府向南下加利福尼亚州从圣达菲（Santa Fe）到圣埃瓦里斯托（San Evaristo）之间地区发布了飓风观察预警。该区域内的官员随之开始计划开设避难所并撤离低洼地区居民。当天晚些时候，飓风观察预警因里克已减弱为热带风暴而更换为热带风暴警告。10月20日，墨西哥本土从阿尔塔塔（Altata）到埃尔罗布里托（El Roblito）之间地区收到了新的热带风暴观察预警。之后不久，政府在该区域内开设了九个避难所，不过学校暂未封闭等待进一步通知。当天晚些时候，下加利福尼亚州的热带风暴警告予以中止，墨西哥本土上的观察预警则升级为警告，这个警告也于10月21日风暴在墨西哥山区上空消散后中止。下加利福尼亚州南部的多艘邮轮受到了这场风暴的影响。嘉年华光辉号（Carnival Splendor）在风暴形成后立即靠岸，最终到达卡波圣卢卡斯（Cabo San Lucas）的日期已经晚了几天。蓝宝石公主号（Sapphire Princess）更改了出航计划，在旧金山附近多停留了数天后才南下。原定于10月21日停靠阿卡普尔科（Acapulco）的狂欢精神号（Carnival Spirit）也推迟到次日到达。挪威之星（Norwegian Star）取消了原计划在卡波圣卢卡斯的停靠，在海上停留到里克过境以后。此外受到这场飓风影响的邮轮还包括海洋灿烂号（Radiance of the Seas）、海洋水手号、维丹号（MS Veendam）和史特丹号（MS Statendam）。

## 影响和善后

### 墨西哥
整个锡那罗亚州南部的所有学校从10月21日起停课两天，以应对热带风暴里克的到来。由于风暴潮和意料之中的76到152毫米降水引发的洪灾，官员敦促低洼地区居民及时撤离。距马萨特兰沿海地区还有数百英里的陆地阵风时速仍然有65公里。瓦哈卡州近海一艘载有三人的船只被大浪打翻，船上两人获救，一人遇难。10月19日，南下加利福尼亚州最南端有一人因大浪丧生，该地区还有一位身在受侵蚀海滩上的男孩因被水卷走而遇溺。卡波圣卢卡斯附近约有320人因洪灾的威胁而撤离。有关该市附近的报告还表明降雨引发的泥石流造成了结构性破坏并引发严重的交通问题。

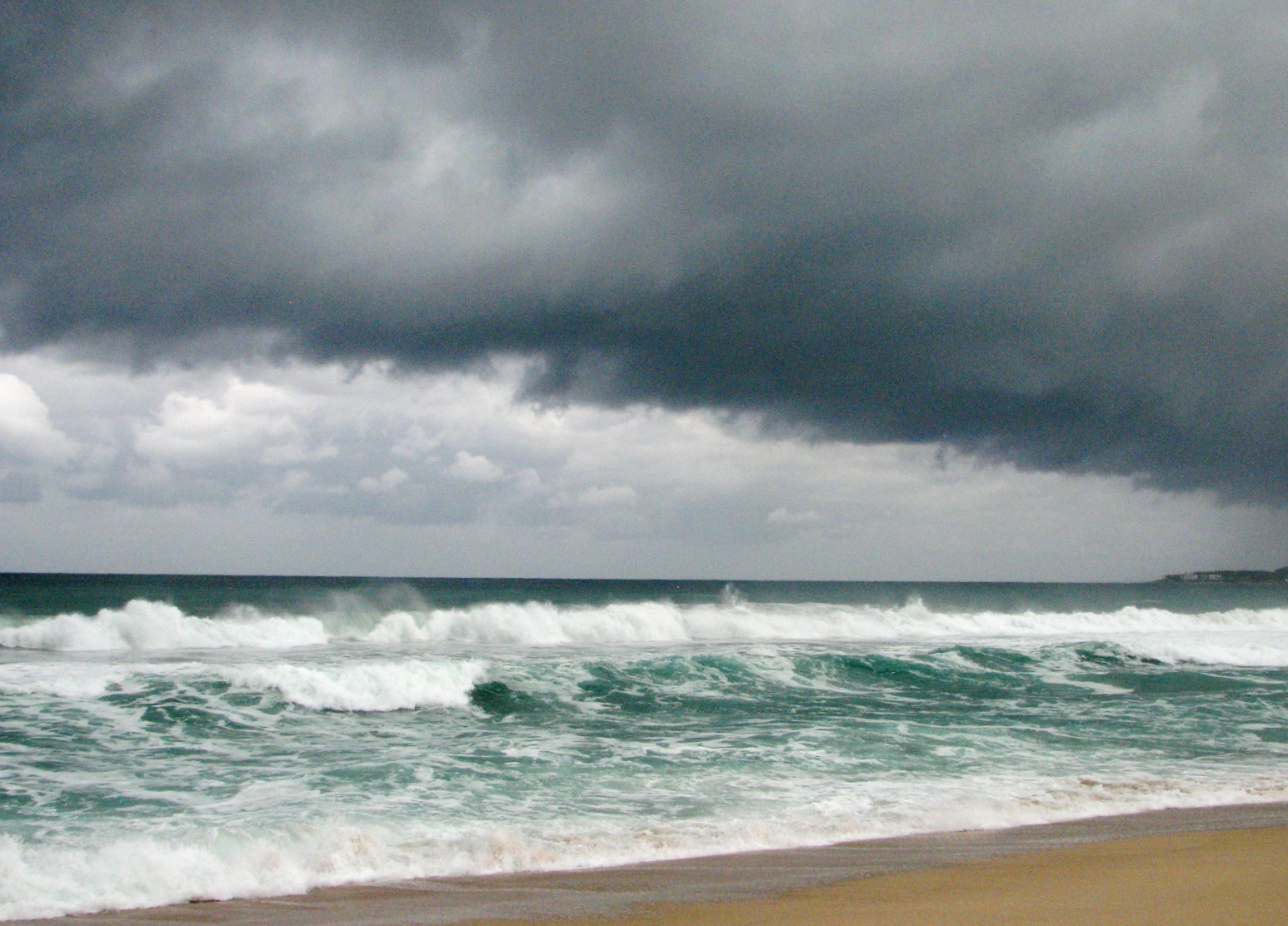
飓风里克影响下乌云密布的天空和增强的海浪。

里克登陆的马萨特兰附近地区有许多树木和标志被狂风刮倒，多户居民家中停电，风暴经过时也降下了暴雨。整个墨西哥共因这场风暴而遭受了约1460万美元的损失（2009年美元，相当于2140萬2025年美元）。12月29日，美国划拨了2960万美元（2009年美元，相当于4338萬2025年美元）对里克和另一场飓风导致破坏的灾后重建工作提供援助。

### 美国
里克的残留湿气增强了美国北美大平原上空一股强烈的冷锋。美国南部多个州的部分地区出现了强烈的雷暴，其中路易斯安那州至少有三个龙卷风着陆。美国东北部和加拿大南部也出现强降雨。风暴系统在路易斯安那州上空催生出七个龙卷风，其中两个的改良藤田级数为，其中一个破坏了超过十套建筑物，摧毁了一个粮仓，掀翻了一辆牵引车，并导致多户居民家中停电。这些龙卷风共计造成了近100万美元（2009年美元，相当于147萬2025年美元）的损失，还导致一人受伤。
里克的残留给德克萨斯州带去了倾盆大雨，在一片集中区域内的降雨量高达237毫米，出乎气象学家的预料。一位女性因所开的吉普车被洪水冲走而遇难。多户民宅被淹，估计有300户居民家中失去电力供应。洪水还导致多条道路封闭，一些学校也延迟了开课时间。全州因洪水共计遭受了69万美元（2009年美元，相当于101萬2025年美元）的损失，其中大部分发生在特拉维斯县。路易斯安那州也因暴雨而导致大面积洪灾，多条主要高速公路因此封闭。尤宁堂区的降雨量达到150毫米，引发的山洪爆发淹没了多套房屋和当地一所学校，造成了超过10万美元（2009年美元，相当于14.7萬2025年美元）的损失。

## 纪录和强度预测
| 最强烈的太平洋飓风                                  | 最强烈的太平洋飓风 | 最强烈的太平洋飓风 | 最强烈的太平洋飓风 | 最强烈的太平洋飓风 |
|                                                     | 飓风               | 年份               | 气压               | 气压               |
| 百帕                                                | 飓风               | 年份               | 英寸汞柱           |                    |
| --------------------------------------------------- | ------------------ | ------------------ | ------------------ | ------------------ |
| 1                                                   | 帕特里夏           | 2015               | 872                | 25.75              |
| 2                                                   | 琳達               | 1997               | 902                | 26.64              |
| 3                                                   | 里克               | 2009               | 906                | 26.76              |
| 4                                                   | 肯纳               | 2002               | 913                | 26.96              |
| 5                                                   | 艾娃               | 1973               | 915                | 27.02              |
| 5                                                   | 伊歐凱             | 2006               | 915                | 27.02              |
| 7                                                   | 瑪麗               | 2014               | 918                | 27.11              |
| 7                                                   | 奧迪爾             | 2014               | 918                | 27.11              |
| 9                                                   | 吉列尔莫           | 1997               | 919                | 27.14              |
| 10                                                  | 吉尔玛             | 1994               | 920                | 27.17              |
| 10                                                  | 瓦拉卡             | 2018               | 920                | 27.17              |
| 列表僅適用於在赤道以北及 國際日期變更線以東的太平洋 |                    |                    |                    |                    |

飓风里克于10月17日增强为五级飓风，成为继2002年的飓风肯纳以来东太平洋盆地的第一个五级飓风，也是继2006年的台风伊欧凯以来国际日期变更线以东的第一个五级飓风。这场风暴还是继1949年东太平洋有正式记录后国际日期变更线以东第13个达到五级强度的气旋。成为五级飓风后不久，里克达到每小时290公里的最高风速，气压低至906毫巴（百帕，26.75英寸汞柱），超过飓风肯纳，成为有纪录以来东太平洋第二强烈的飓风，仅次于1997年的飓风琳达，其最低气压为902毫巴（百帕，26.6英寸汞柱）。此外，琳达的最大持续风速为每小时298公里，与每小时290公里的里克一起成为仅有的两个最大持续风速达到290公里的太平洋飓风。
10月15日成为热带低气压后，计算机预测模型预计由于系统前进方向的环境非常有利于强化，所以里克有可能出现爆发型增强。飓风天气研究与预测模型显示风暴会达到低于900毫巴（百帕，26.58英寸汞柱）的最低气压，如果实现，这将创下太平洋飓风的新纪录。统计飓风强度预测研究计划这时认为里克的爆发性增强指数为60%，这指的是在今后24小时内其风速提高幅度达到每小时56公里或以上的几率，但在几个小时后，这个数字就迅速提高到了82%，比样本平均值高出11倍。美国国家飓风中心的官方预测在其发布的第二份针对里克的公告中表示，风暴将在10月19日前达到四级飓风强度，并指出由于外界环境有利，风暴的增强速度可能会快于预期。10月16日里克成为二级飓风后，美国国家飓风中心也在公告中将其最高强度时的风速预测提高到每小时233公里，这在四级飓风中属于中等水平。
10月17日，美国国家飓风中心首次提及了里克成为五级飓风的可能性。他们发布的公告中指出，风暴有10%的可能性会在36小时内达到这一强度。这份公告发布仅几小时后，美国国家飓风中心又发布了一份更新的特别公告，其中认为里克的最高强度略低于五级飓风标准，最大持续风速为每小时249公里。一直到10月17日接近中午时，美国国家飓风中心才正式预测风暴会达到五级飓风强度。里克达到风速每小时290公里的最高强度时，气象部门还曾预测系统风速会进一步增强进每小时298公里，如果真的达到这个数字，那么里克将追平飓风琳达所创下的纪录。